# خوزه مندس
خوزه مندس (انگلیسی: José Mendes؛ زادهٔ ۲۴ آوریل ۱۹۸۵) دوچرخه‌سوار اهل پرتغال است.
از باشگاه‌هایی که در آن بازی کرده‌است می‌توان به بورا–هانسگروهه اشاره کرد.